# Adrasmon
Adrasmon  este un oraș  în  partea de nord a Tadjikistanului, în provincia Sughd. La recensământul din 2010 avea o populație de 12.000 locuitori.